# Оренсе (футбольный клуб)
«Оре́нсе» (исп. Club Deportivo Ourense, S.A.D.) — бывший испанский футбольный клуб из одноимённого города.

## История
Клуб был основан в 1952 году. Домашние матчи проводил на стадионе «О Коуто», вмещающем 5 625 зрителей.
В Примере «Оренсе» никогда не выступал, лучшее достижение команды в Сегунде — третьи места в сезонах 1959/60 и 1961/62. В сезоне 1967/68 «Оренсе» установил рекорд Третьего дивизиона, одержав победы во всех 30 матчах сезона. Команда набрала 60 очков, забила 98 голов и пропустила семь.
Клуб прекратил своё существование в 2014 году из-за финансовых трудностей.

## Сезоны по дивизионам
- Сегунда — 13 сезонов
- Сегунда B — 24 сезона
- Терсера — 24 сезона

## Достижения
Терсеры
- Победитель (7): 1955/56, 1956/57, 1958/59, 1966/67, 1967/68, 1968/69, 1972/73, 2011/12